# Samarplax
Samarplax is een geslacht van kreeftachtigen uit de klasse van de Malacostraca (hogere kreeftachtigen).

## Soort
- Samarplax principe Husana, S. H. Tan & Kase, 2011